# Fjalar og Galar
 For alternative betydninger, se Fjalar.
Fjalar og Galar er i nordisk mytologi to dværge, som er brødre. Sammen dræbte de guden Kvaser og jætten Gilling, og af Kvasers blod bryggede de Skjaldemjøden. Gillings søn, jætten Suttung, krævede mjøden som bod for drabet på hans fader. Efterfølgende blev den stjålet fra Suttung af Odin.

## Yderligere læsning
- Skáldskaparmál
- Hávamál
- Harbards kvad i Eddadigtene
- Vølvens spådom

| Nordisk mytologi | Spire Denne artikel om nordisk religion og mytologi er en spire som bør udbygges. Du er velkommen til at hjælpe Wikipedia ved at udvide den. |